# Marcus Gerhard Rosencrone
Marcus Gerhard greve Rosencrone (25. maj 1738 i Bergen – 5. december 1811) var dansk godsejer, gehejmestatsminister, gehejmeråd, kammerherre, diplomat og legatstifter.

## Uddannelse og diplomatisk karriere
Han var født i Bergen den 25. maj 1738 som søn af Edvard Londeman Rosencrone og opdroges efter sin faders død hos sin halvbroder konferensråd Christopher Rosencrone på Nøragergård i Jylland, hvorfra han 1754 sendtes til Sorø Akademi. Efter et treårigt ophold her under Sneedorffs, Schyttes og flere udmærkede læreres vejledning uddannede han sig privat og fortsatte sine studier under en udenlandsrejse 1759-62. Længst var hans ophold i Lausanne, som dengang var meget søgt af udlændinge, der ønskede en højere uddannelse. Ved sin hjemkomst fik Rosencrone, der 1761 var udnævnt til hofjunker, ansættelse i tyske Kancelli, hvor han vandt J.H.E. Bernstorffs bevågenhed. 1762 optoges han i den københavnske frimurerloge St. Martin. 1766 sendtes han som legationssekretær til Sachsen og 1767 til Stockholm, hvor han i et år under vanskelige forhold fungerede som chargé d'affaires. Tilbagekaldt efter eget ønske 1772 udnævntes han 1773 til kammerherre og gesandt i Dresden, hvorfra han 1777 forflyttedes til Berlin; 1778 fik han Dannebrogsordenen. Fra denne post kaldtes han 1780 hjem for at overtage det ved A.P. Bernstorffs afskedigelse ledigblevne embede som minister for det udenlandske departement; samtidig blev han gehejmeråd.

## Lensbesidderen
Imidlertid var Rosencrone, der efter sin fader besad det af denne ved køb erhvervede Rosenkrantzske Baroni Rosendal i Norge som et stamhus, 1773 blevet optaget i friherrelig stand; 1779 erhvervede han for sit stamhus, på hvilket han ifølge kongeligt skøde af 1725 udøvede alle friherrelige rettigheder, titel af baroni, uden at det dog atter blev et len, og 1783 optoges han i grevelig stand. Ved sin broders død 1774 arvede han dennes betydelige midler, og 1770 købte han Børglum Kloster, som han ejede indtil 1801. Rosencrone havde 28. juni 1773 ægtet Henrik Hielmstiernes eneste datter, Agnete Marie (født 21. juli 1752), med hvem han levede i et lykkeligt, men barnløst ægteskab.

## Gehejmestatsminister
At Rosencrone blev valgt til udenrigsminister, skyldtes efter sigende den preussiske konges anbefaling eller, som nogle ville vide, den preussiske dronning, med hvem Rosencrone og gemalinde var meget intime. Hvorledes dette nu end forholder sig, så passede han fortræffelig både til dronning Juliane Marie og til Ove Høegh-Guldberg, der fandt ham ganske efter sit system. Han nåede da også gradvis større indflydelse; 1782 fik han udnævnelse som statsminister, dog med fritagelse for at bivåne Gehejmestatsrådet i de indenlandske sager, blev kort efter direktør for skatkammeret og medlem af den ekstraordinære finanskommission, 1783 medlem af Overbankdirektionen og fik endelig 6. april 1784 rang med de øvrige medlemmer af Gehejmestatsrådet. Men otte dage efter, da kronprinsen tog regeringens ledelse i sin hånd og kaldte Bernstorff tilbage, delte han skæbne med Høegh-Guldberg og blev afskediget med 2500 rigsdaler i pension, hvorefter han for en tid forlod hovedstaden; Bernstorff kunne atter flytte ind i sit eget palæ (Bernstorffs Palæ), som Rosencrone havde lejet af ham 1780.

## Historiske studier
Rosencrone trådte senere ikke ind i statens tjeneste, men helligede resten af sit liv til at dyrke de studier, især i historie, statsvidenskab og filosofi, hvortil han under sin fortrinlige uddannelse havde lagt en god grundvold. Han var vel ikke nogen særdeles begavet mand; men hans ædle hjerte og sjældne samvittighedsfuldhed vandt ham almindelig højagtelse. I hans gæstfri hjem, om sommeren et landsted i Frederiksberg Allé, samledes både lærde og kunstnere, og han søgte en glæde i at støtte talentfulde videnskabsmænd. Sin svigerfaders kostbare samling af danske bøger skænkede han 1807, nærmest på Laurids Engelstofts tilskyndelse, til Det kongelige Bibliotek, og det med dette forbundne såkaldte museum tilsagde han 1809 en betydelig pengehjælp. Såvel det danske som det norske videnskabernes selskab hædrede ham ved at optage ham som æresmedlem, og kong Frederik VI overrakte ham på sin fødselsdag 1809 Elefantordenen.

## Fondsstifter
Inden sin død den 5. december 1811, havde Rosencrone og hans fortræffelige hustru, der overlevede ham med mange år til den 3. september 1838, truffet bestemmelse om oprettelsen af fonden Den Hielmstierne-Rosencroneske Stiftelse, der har til hovedøjemed at lindre uforskyldt trang, bidrage til lykkelige ægteskabers formerelse i næringsstanden, understøtte fremstræbende, uformuende ungdom, udbrede kultur og videnskabelighed samt opmuntre talenters heldige udvikling. Stiftelsen, der omkring år 1900 havde en kapital på 2.200.000 kr., kommer såvel Danmark som Norge til gode.